# Blut und Boden

Organisationen Reichsnährstands symbol.

Blut und Boden (tyska: blod och jord) var ett av de mest använda slagorden i tysk nazistpropaganda. Det var ett politiskt uttryck för att upphöja rasen (blodet) till avgörande legitimerande faktor för en nation, och för att rättfärdiggöra undanröjandet, genom etnisk rensning, förintelse eller repatriering, av andra folk inom det förstnämnda folkets livsutrymme (Lebensraum).

## Bakgrund
Blut och Boden-tanken stammar från folkrörelsen Völkische Bewegung, som betonade en mytisk koppling mellan "blod" i meningen "ras" och den "jord" eller det landskap som den förmenta rasen bodde i. I tanken om kopplingen mellan blod och jord fanns en jordbruksideologisk uppfattning om bonden och dennes jord. Ursprungligen var denna tankegång utbredd i flera europeiska länder. Bonden blev romantiserad, idealiserad och betraktad som en livsbejakande kraft i motsättning till det moderna och dekadenta stadslivet.
En som använde begreppet innan det helt förknippades med nazisterna i Tyskland var den tyske filosofen Oswald Spengler. Spenglers verk Untergang des Abendlands (Västerlandets undergång) som kom ut mellan 1918 och 1922, genomsyras av idéer om ras, folk, blod och jord.

## Nazisternas användande

### Nazistiska författare
August Winnig (1878–1956), en tysk nationalist och antisemit, var en av de första att som använde uttrycket i nationalsocialistiskt sammanhang. Första meningen i texten Befreiung (befrielse) från 1926 lyder: Blut und Boden sind das Schicksal der Völker (blod och jord är folkens öde).
Uttrycket "Blut und Boden" kom under Tredje riket också att användas som ett realpolitiskt slagord, med utgångspunkt i två böcker av den tyske politikern Walther Darré (1895–1953). 1929 gav Darré ut en bok om bondeståndet som livskälla för den nordiska rasen och 1930 gav han ut boken Neuadel aus Blut und Boden, som beskrev bönderna som en form av "nyadel" formade av blod och jord. Darré blev den mest centrala personen i utformningen av den nationalsocialistiska uppfattningen av Blut und Boden och hade en tydligt rasistisk, antimarxistisk och antisemitisk inställning till samhället. Med sin bok 1930 förvandlade han uttrycket till ett nazistiskt nyckelbegrepp och kultsymbol i det tyska nazistpartiet.

### Koppling till andra idéer
Tanken bakom Blut und Boden bygger på en rasistisk och antisemitisk föreställning av samhället. Den nazistiska uppfattning om den nordiska "rasen" med bofasta bönder ställdes mot den antisemitiska stereotypen om den "nomadiserande juden" som saknar en egen "jord". Mot bakgrund av det här byggde nazisterna sin politik att på "tysk jord" skulle enbart bo människor av vad som kallades den rena ariska rasen. På så vis är Blut und Boden-idén nära förknippad med Förintelsen.
När Blut und Boden kopplades med tanken på Lebensraum fick idéerna katastrofala konsekvenser, särskilt i Östeuropa. Slagordet legitimerade tyska bosättningar i ockuperade områden, inte minst i Polen, samt deportering av den ursprungliga befolkningen i ockuperade territorier. De judar som bodde i de ockuperade områdena skickades direkt till koncentrationsläger.

### Associerade organisationer
En organisation som anammade ideologin Blut und Boden (och även formade innehållet) var jordbruksförbundet Bund Artam. Bund Artam förespråkade romantiserande föreställningar om bondelivet som skydd mot urbanisering och modernitet. Förbundet var utpräglat naziorienterat och både Darré och Heinrich Himmler var medlemmar. Bund Artam var en del av die Gleichschaltung och blev som sådant gradvis införlivat i Hitlerjugend.